# Rosemead
Rosemead és una ciutat al Comtat de Los Angeles a l'estat de Califòrnia. Segons el cens del 2000 tenia 57.594 habitants.

## Demografia
Segons el cens del 2000, Rosemead tenia 53.505 habitants, 13.913 habitatges, i 11.632 famílies. La densitat de població era de 4.011,3 habitants/km².
Dels 13.913 habitatges en un 43,6% hi vivien nens de menys de 18 anys, en un 58% hi vivien parelles casades, en un 17,4% dones solteres, i en un 16,4% no eren unitats familiars. En el 12,6% dels habitatges hi vivien persones soles el 5,3% de les quals corresponia a persones de 65 anys o més que vivien soles. El nombre mitjà de persones vivint en cada habitatge era de 3,8 i el nombre mitjà de persones que vivien en cada família era de 4,11.
Per edats la població es repartia de la següent manera: un 27,5% tenia menys de 18 anys, un 10,5% entre 18 i 24, un 31,7% entre 25 i 44, un 19,7% de 45 a 60 i un 10,6% 65 anys o més.
L'edat mediana era de 32 anys. Per cada 100 dones de 18 o més anys hi havia 93,2 homes.
La renda mediana per habitatge era de 36.181$ i la renda mediana per família de 36.552 $. Els homes tenien una renda mediana de 26.545 $ mentre que les dones 22.353 $. La renda per capita de la població era de 12.146 $. Entorn del 19,4% de les famílies i el 22,8% de la població estaven per davall del llindar de pobresa.

## Poblacions properes
El següent diagrama mostra les poblacions més properes.